# NGC 540
NGC 540 est une galaxie lenticulaire relativement éloignée et située dans la constellation de la Baleine. NGC 540 a été découverte par l'astronome américain Francis Leavenworth en 1885.

## Caractéristiques
Sa vitesse par rapport au fond diffus cosmologique est de9 831 ± 67 km/s, ce qui correspond à une distance de Hubble de 145 ± 10 Mpc (∼473 millions d'al).